# Jean Parmentier (cartografo)
Jean Parmentier (Dieppe, 1494 – 1529) è stato un navigatore, cartografo e poeta francese.
Jean Parmentier è considerato una figura di spicco nell'esplorazione francese del XVI secolo. Le sue spedizioni ampliarono la conoscenza geografica della Francia e prepararono il terreno per future esplorazioni marittime . Inoltre, il suo contributo alla letteratura di viaggio lo distingue come uno dei primi poeti-esploratori della storia francese .

## Biografia
Jean Parmentier nacque a Dieppe, una delle principali città portuali della Francia nel XVI secolo, in una famiglia di marinai ed esploratori . Fin da giovane si interessò alla navigazione e alle scienze nautiche, diventando un esperto pilota e cartografo .
Negli anni '20 del Cinquecento, Parmentier entrò al servizio dell'armatore Jean Ango, uno dei principali finanziatori delle spedizioni marittime francesi dell'epoca . Con il sostegno di Ango, Parmentier comandò diverse spedizioni nell'Oceano Atlantico e nell'Oceano Indiano, cercando nuove rotte commerciali e opportunità di scambio per la Francia .
Nel 1529, Parmentier guidò una spedizione verso le Indie Orientali, accompagnato da suo fratello Raoul e da altri marinai esperti . Questa spedizione lo portò fino alle coste del Brasile e delle isole dell'Asia sud-orientale, contribuendo alla conoscenza geografica dell'epoca . Durante il viaggio, Parmentier e il suo equipaggio affrontarono difficoltà legate alle condizioni climatiche, alle malattie e ai rapporti con le popolazioni locali .
Parmentier morì nel 1530 durante una delle sue spedizioni, probabilmente a causa di una malattia contratta in mare .

## Opere e contributi
Oltre alle sue imprese marittime, Jean Parmentier è ricordato per il suo talento letterario. Scrisse numerosi poemi e resoconti di viaggio, descrivendo in versi le terre esplorate, le culture incontrate e le esperienze vissute in mare . Le sue opere, tra cui “Traicté en forme d’exhortation contenant les merveilles de Dieu et de la dignité de l’homme”, furono apprezzate dai contemporanei e contribuirono a diffondere informazioni sulle nuove scoperte geografiche .
Parmentier compose poemi in versi ispirati ai suoi viaggi, in cui descriveva le meraviglie del mondo esotico e le sfide della navigazione. Le sue opere fanno parte della tradizione letteraria marinara francese del XVI secolo e contribuirono a diffondere la conoscenza geografica. il suo stile poetico era influenzato dall'umanesimo e che i suoi scritti riflettevano un forte interesse per l'astronomia e la scienza nautica.